# 小行星1955
小行星1955（1955 McMath）是一颗围绕太阳公转的小行星。1963年9月22日，印第安纳大学在摩根县发现了此天体。
該小行星以美國天文學家羅伯特·雷諾茲·麥克馬思命名。
这颗小行星的绝对星等为154.7452461011434等。